# Julia Cuypers
Julia Cuypers, nome completo Julia Lier-Cuypers (Molenbeek-Saint-Jean, 4 settembre 1871 – Amsterdam, 12 aprile 1952), è stata un'attrice olandese.

## Biografia
Nata a Molenbeek-Saint-Jean (Belgio) nel 1871 col nome di Rosalie, all'età di 7 anni fece il suo debutto in teatro. 
Data la sua corporatura imponente, già a nel 1883, anno del suo debutto, recitava in ruoli di persone più adulte. Decise di trasferirsi nei Paesi Bassi, dove sposò uno dei fratelli Van Lier, impresari teatrali, assumendone il cognome.
Divenne particolarmente nota come interprete del dramma popolare Roze Kate e si ritirò nel 1948. Morì nel 1952 all'età di 80 anni.

## Filmografia
| Film | Film                         | Film                          | Film   |
| Anno | Titolo                       | Personaggio                   | Genere |
| ---- | ---------------------------- | ----------------------------- | ------ |
| 1913 | Silvia Silombra              | Silvia Silombra               |        |
| 1914 | De Zigeunerin                | Sorella del professor Mortman |        |
| 1915 | Koningin Elisabeth's Dochter | Julia Berna                   |        |
| 1936 | Lentelied                    | Padrona dell'Hotel The Sun    |        |
| 1937 | Amsterdam bij Nacht          |                               |        |